# Frangollo
Frangollo (del lat. frangĕre, romper) es un postre español típico de Canarias a base de leche, harina de millo (maíz), limón, azúcar, pasas, almendras y canela. No obstante existen variantes de la misma receta, en algunos lugares se hace con agua en vez de leche, o se añade matalaúva, etcétera.[cita requerida]

## Variantes
Según el diccionario de la RAE, frangollo se define como «Granos quebrantados de cereales y legumbres».
En Argentina se le llama a los granos de maíz triturado no muy fino que se usan, tanto para hacer una comida criolla llamada locro, para darle como alimento a las aves de corral y como un postre dulce llamado mazamorra. También en Argentina se llama frangollo a un plato muy semejante al locro de maíz aunque, a diferencia del locro típico, en el frangollo los granos de maíz están triturados.
La palabra frangollo también puede ser sinónimo de chapuza, revoltijo y batiburrillo.[cita requerida]